# 정소동 (조위)
정소동(鄭小同, 196년? ~ ?)은 조위의 관료로, 자는 자진(子眞)이며 북해국 고밀현(高密縣) 사람이다. 후한의 대학자 정현의 손자이다.

## 생애
아버지 정익은 북해상 공융을 섬겼는데, 황건적의 잔당과 싸우다가 죽었다. 정소동은 정익의 유복자로, 정묘일에 태어났다. 조부 정현은 손자가 정묘년에 태어난 자신과 갑자가 같은데다가 얼굴 또한 닮았기 때문에 소동(小同)이라고 이름을 지었다.
조위 건국 후, 화흠은 문제에게 선현의 자손을 불러들일 것을 상주하였다. 이때 정소동은 부름을 받아 30세의 나이에 낭중(郞中)이 되었다.
훗날 고평릉의 변으로 사마사가 제왕을 폐위하였을 때, 정소동은 이에 찬동하여 상주문에 이름을 실었다.
제왕의 뒤를 이어 고귀향공이 제위에 오른 후, 정원 2년(255년) 사공 정충과 함께 《상서》를 논의하였다.
감로 3년(258년), 오갱(五更)에 임명되었다.
어느 날, 정소동은 사마소의 집을 방문하였다. 이때 사마소는 밀서를 쓰고 있었고, 아직 봉하지 않은 채로 측간에서 일을 보았다. 이후 정소동이 온 것을 보고는 밀서를 읽었느냐며 추궁하였고, 정소동은 부인하였다. 그러나 사마소는 끝내 의심하여 정소동을 독살하였다.